# Jean Richard (historien)
Pour les articles homonymes, voir Richard et Jean Richard.
Jean Richard, né le 7 février 1921 au Kremlin-Bicêtre (Seine) et mort le 25 janvier 2021 à Dijon (Côte-d'Or), est un universitaire et historien français spécialiste du Moyen Âge.

## Biographie
Jean Richard intègre l’École des chartes en 1939. Il y soutient une thèse intitulée La Bourgogne capétienne aux XIe et XIIe siècles, lui permettant d’obtenir le diplôme d’archiviste paléographe en 1943, tout en suivant les cours de l’École pratique des hautes études.
À sa sortie de l’École, il devient membre de l’École française de Rome. Il travaille d’abord comme archiviste aux archives départementales de la Côte-d'Or (1943-1955) tout en poursuivant ses recherches en thèse de doctorat (1953). Il devient alors professeur à l’université de Dijon (chaire d’histoire, de littérature et de patois de la Bourgogne) (1955-1988) et doyen de la faculté des lettres (1968-1971).
Membre de nombreuses sociétés savantes dont la Société éduenne des lettres, sciences et arts, la Société nationale des antiquaires de France, la Société asiatique, l'Académie du Morvan, l’Association régionale pour la conservation du patrimoine de Bourgogne (président), le Centre européen d’études bourguignonnes, la Society for the Study of the Crusades and the Latin East (président), la Société des arts de Genève et la Société des études chypriotes (membre d’honneur), il est également membre du Centre national de la recherche scientifique (président de la 39e section), du comité de direction de l’Institut de recherche et d'histoire des textes (président), du Comité des travaux historiques et scientifiques (Cths), du Comité départemental de l’Inventaire des monuments et richesses d’art de la Côte-d’Or (vice-président) et du Conseil supérieur des universités. Membre de l’Académie des sciences, arts et belles-lettres de Dijon.
À partir des années 1960 et jusqu'à la fin des années 1990, il dirige la revue d'histoire régionale les Annales de Bourgogne, à qui il donne un infléchissement en accordant une place plus importante aux méthodes et aux outils de la recherche, en phase avec l’historiographie nationale. 
Il est élu à l’Académie des inscriptions et belles-lettres à Paris en 1987 et en assure la présidence en 2002.
Au cours de sa carrière, Jean Richard s’est intéressé à de nombreux aspects de l’histoire médiévale, notamment l’histoire des Croisades et celle de la Bourgogne.
Jean Richard meurt le 25 janvier 2021 à Dijon, à deux semaines de son centième anniversaire,. Il est inhumé à Villers-en-Arthies (Val-d'Oise).

### Vie privée
Il est l'époux de l'historienne de l'art Monique Richard, née Rivoire, morte le 14 octobre 2017,.

## Publications

### Ouvrages
- Le comté de Tripoli sous la dynastie toulousaine (1102-1187), 1945
- Le royaume latin de Jérusalem, 1953
- Les ducs de Bourgogne et la formation du duché du XIe au XIVe siècle, Paris, Société Les Belles Lettres, 1986 (1re éd. 1954), 570 p. (ISBN 978-2-05-100754-2, présentation en ligne) (thèse)
- Le cartulaire de Marcigny-sur-Loire (1045-1144), 1957 (thèse complémentaire)
- Histoire de la Bourgogne, 1957, PUF, coll. « Que sais-je ? », n°746, 128 p.
- Histoire de la Bourgogne, (dir.), Privat, 1978, 491 p.
- Chypre sous les Lusignans. Documents chypriotes des Archives du Vatican (XIVe et XVe siècles), 1962
- Simon de Saint-Quentin. Histoire des Tartares, 1965
- L'esprit de la croisade, 1969
- Orient et Occident, contacts et relations, 1976
- La papauté et les missions d'Orient au Moyen Âge, 1977
- Les relations entre Orient et Occident au Moyen Âge, 1977
- Les récits de voyages et de pèlerinages, 1981
- Le livre des remembrances de la Secrète du Royaume de Chypre (1468-1469), 1983 (en coll. avec T. Papadopoullos)
- Saint Louis, roi d'une France féodale, soutien de la Terre Sainte, 1983

prix Albéric-Rocheron de l'Académie française en 1984
- Croisés, missionnaires et voyageurs, 1983
- Croisades et États latins d'Orient : points de vue et documents, 1992
- Histoire des croisades, 1996

### Articles et contributions
- « La coopération militaire entre Francs et Mongols à l'épreuve : les campagnes de Ghazan en Syrie », dans Elena V. Boikova et Giovani Stary, Florilegia Altaistica : Studies in Honour of Denis Sinor on the Occasion of His 90th Birthday, Wiesbaden, Harrassowitz, 2006, [119]-128
- « Les relations dynastiques entre Bourgogne et Autriche de 1285 à l'avènement du duc Charles », Publication du Centre européen d'études bourguignonnes, no 46,‎ 2006, [5]-12 (ISSN 1016-4286)

## Distinctions

### Récompenses
En 1995, il reçoit de l'université de l'Indiana la Golden Medal for Altaic Studies.
En 2006, il devient docteur honoris causa de l'université de Chypre.

### Décorations
- Commandeur de la Légion d'honneur[11]
- Grand officier de l'ordre national du Mérite
- Commandeur de l'ordre des Palmes académiques
- Commandeur de l'ordre des Arts et des Lettres
- Chevalier de l'ordre du Mérite militaire